# Lisbeth Bakken
Lisbeth Bakken (* 24. Oktober 1967 in Sarpsborg) ist eine ehemalige norwegische Fußballspielerin.

## Karriere

### Vereine
Mit der im Jahr 1984 erstmals ausgetragenen offiziellen Meisterschaft im norwegischen Frauenfußball war Bakken dabei; sie spielte zunächst bis 1986 für den in Jeløya (Gemeinde Moss) in der Provinz Østfold ansässigen Sprint/Jeløy SK in der 1. Liga, Gruppe Ostnorwegen und ab 1987, mit Einführung der landesweit eingleisigen Eliteserien, in dieser höchsten Spielklasse. Während ihrer Vereinszugehörigkeit bis Spielzeitende 1991 gewann sie dreimal die Meisterschaft und viermal (in Folge) den nationalen Vereinspokal.

### Nationalmannschaft
Für die Nationalmannschaft bestritt Bakken in einem Zeitraum von fünf Jahren 16 Länderspiele. Ihr Länderspieldebüt gab sie am 23. Mai 1987 in Oslo mit dem torlosen Freundschaftsspiel gegen die  Nationalmannschaft der Niederlande. Danach kam sie in den beiden Spielen der EM-Finalrunde jeweils als Einwechselspielerin für Kari Nielsen zum Einsatz, womit sie zum Europameisterschaftstitel spielerisch beitrug. Am 9. Juli 1987 kam sie im zweiten Spiel im Turnier um den Nordamerika-Pokal beim 4:0-Sieg über die Nationalmannschaft Chinas in Blaine im Bundesstaat Minnesota zum Einsatz, das mit dem dritten Platz beendet wurde. Mit zwei weiteren EM-Qualifikationsspielen (3:3 vs. Finnland; am 10. September in Kerava (1. Tor) und 0:1 vs. Dänemark; am 7. Oktober in Oslo) endete das Spieljahr. Nach dem Freundschaftsspiel gegen die Nationalmannschaft Bulgariens am 1. März 1988 in Schumen folgte ihr Einsatz im dritten Spiel der EM-Qualifikationsgruppe 1 bei der 0:2-Niederlage gegen die Nationalmannschaft Finnlands in Nesbyen. Im Spieljahr 1989 in keines der sechs Länderspiele eingesetzt, bestritt sie ihre nächsten beiden erst im November 1990. Am 14. und 25. wurden die beiden Begegnungen mit der Nationalmannschaft Ungarns mit 2:1 in Kristiansand und mit 2:0 in Budapest (2. Tor) im EM-Qualifkationsviertelfinale gewonnen. Im Spieljahr 1991 bestritt sie ihre letzten sechs Länderspiele für den NFF. Sie wurde in drei Spielen im portugiesischen Tróia im Turnier um den Open Nordic Cup, als Alternative zur (seit 1982 nicht mehr ausgetragenen) Nordischen Meisterschaft gegen die Nationalmannschaften Dänemarks, Finnlands und Schwedens eingesetzt und erlebte drei Siege (2:1,1:0, 1:0) mit ihrer Mannschaft; wie auch in den drei darauffolgenden Freundschaftsspielen gegen die Nationalmannschaften der Sowjetunion (3:1 am 23. Mai in Kragerø (3. Tor) und 2:0 am 26. Mai in Skien) und der Niederlande (3:0 am 2. Juni in Oslo) (4. Tor). Sie gehörte zum  Kader der Mannschaft, die die beiden Spiele der EM-Finalrunde am 10. und 14. Juli 1991 bestritt; eingesetzt wurde sie nicht.

## Erfolge
Nationalmannschaft
- Europameister 1987
- Finalist Europameisterschaft 1991 (ohne Turniereinsatz)

Sprint/Jeløy SK
- Norwegischer Meister 1984, 1986, 1990
- Norwegischer Pokal-Sieger 1985, 1986, 1987, 1988